# Bembidion sculpturatum
Bembidion sculpturatum es una especie de escarabajo del género Bembidion, tribu Bembidiini, familia Carabidae. Fue descrita científicamente por Motschulsky en 1859.
Se distribuye por Estados Unidos. La especie se mantiene activa durante los meses de enero, junio y agosto.